# Jasmin Hommel
Jasmin Hommel (* 28. Februar 1988 in Göppingen) ist eine deutsche Fußballspielerin.

## Karriere

### Verein
Hommel begann ihre Karriere in der Jugend des SV Pfahlheim. Nachdem sie sämtliche Jugendmannschaften bis zur A-Jugend durchlaufen hatte, wechselte sie 2002 zum VfB Tannhausen. Nach zwei Jahren kehrte sie den VfB Tannhausen den Rücken und wechselte zur Saison 2004/05 zum TSV Crailsheim in die Frauen-Bundesliga, in der sie am 20. März 2005 im Spiel gegen den FFC Heike Rheine ihr Bundesliga-Debüt feierte.
Nach der Saison verließ sie Crailsheim wieder und wechselte in die Oberliga Baden-Württemberg zum SV Eintracht Kirchheim. Bei der SVE spielte sie bis Sommer 2009, bevor sie zum FV Vorwärts Faurndau wechselte. Im Sommer 2013 schloss sie sich dem TSV Donaualtheim in der Landesliga an.

### Nationalmannschaft
Hommel nahm im Sommer 2011 für die CISM-Bundeswehr-Auswahlmannschaft an der Militär-WM in Rio de Janeiro für Deutschland teil und wurde Vizeweltmeisterin. Ein Jahr später bei der Militär-WM 2012 gewann sie mit der Mannschaft den Weltmeisterschaftstitel.

## Sonstiges
Im Januar 2013 wurde sie von der Stadt Göppingen mit der Sportmedaille in Silber geehrt. Hommel ist Feldwebel bei der Bundeswehr und war bis 2013 in der Kaserne Walldürn stationiert.